# Drôles de pirates
Pour plus de détails, voir Fiche technique et Distribution.
Drôles de Pirates (titre original en anglais : The Pirates Who Don't Do Anything: A VeggieTales Movie) est un film comique américain d'animation par ordinateur animé en 2008 par Mike Nawrocki et écrit par Phil Vischer.
Produit par Big Idea, Inc. et Starz Animation, il s'agit du second film mettant en vedette des personnages de la série vidéo VeggieTales. Il s'agit également du premier film d'animation sur ordinateur distribué par Universal Pictures, qui deviendra plus tard propriétaire de la franchise VeggieTales grâce à l'acquisition en 2016 du propriétaire de Big Idea, DreamWorks Animation.

## Résumé
Après avoir attaqué et embarqué sur l'un des navires du royaume de Monterria, le pirate Robert le Terrible capture le prince Alexandre et envoie ses hommes à la recherche de la princesse Héloïse. Éludant les pirates, Héloïse et son serviteur Willory émergent et envoient un appareil que le roi fit, appelé un « Chercheur », pour trouver des héros pour sauver Alexandre.
Dans les temps modernes, trois inadaptés: le « oui homme » George, le paresseux Florimont, et le timide Elliot sont employés dans un diner-théâtre. Bien qu'ils veuillent être considérés comme des héros par leurs proches, en tant que petits garçons de cabine, ils pensent que leur rêve est inaccessible. Après avoir démoli le spectacle, ils sont tirés et jetés dans la ruelle, où le Chercheur les transporte à Monterria.
Rencontre avec Héloïse et Willory, le groupe part à la taverne du Jolly Joe où ils apprennent que Robert a kidnappé le prince dans l'espoir de se venger du roi. Partant à la recherche de la cachette de Robert, les hommes de Robert capturent Héloïse et Willory. Le trio poursuit les pirates, mais pas avant de courir de boucles de fromage vivant (ce qui entraîne Florimont à surmonter sa paresse) et une famille de monstres de roche.
Arrivé dans une baie cachée à l'extérieur de la forteresse de Robert, le trio est attaqué par un serpent géant. Cependant, Elliot se rend compte que le gardien est en fait un dispositif mécanique et est capable de fermer la machine de l'intérieur et de sauver ses amis. Une fois à l'intérieur de la forteresse de Robert, George, Florimont et Elliot sauvent le prince et la princesse mais sont confrontés à Robert. Trouvant son amour-propre, George utilise un chandelier pour renverser Robert et le groupe s'échappe à travers la citerne de la forteresse avec Robert à sa poursuite. De retour dans la baie, le navire de Robert ouvre le feu sur le petit bateau du groupe, mais le roi arrive, coule le bateau de Robert et sauve le groupe.
Après avoir reçu des médailles du roi, le Chercheur retourne Elliot, George et Florimont au restaurant. À leur insu, Robert s'est enfui lors de leur voyage et attaque le plateau de dîner et Sir Frederick, le prenant pour George. Dans une confrontation finale, le trio défait Robert et le renvoie à son temps. Le public applaudit sauvagement car ils gagnent le respect qu'ils avaient désiré. Elliot, George et Florimont se voient refuser une seconde chance d'être dans l'émission et partir à la poursuite de l'aventure alors que le Chercheur clignote à nouveau.

## Distribution

### Voix originales
- Phil Vischer : George, Florimont (Sedgewick), Willory, Sir Frederick, M. Hibbing (Mr. Hibbing), Pirate Phillipe, Bob et voix supplémentaires
- Mike Nawrocki : Ellio, Pirate Jean-Claude, le père du monstre des roches et voix supplémentaires
- Cam Clarke : Robert le Terrible (Robert the Terrible) et le roi
- Yuri Lowenthal : Prince Alexandre (Prince Alexander)
- Laura Gerow : Princesse Eloïse
- Alan Lee : Homme aveugle et Joe Borgne
- Tim Hodge : Jolly Joe et l'officier de navire du roi
- Megan Murphy : le femme de Jolly Joe
- Cydney Trent : Bernadette
- Keri Pisapia : Ellen
- Sondra Morton Chaffin : Caroline
- Drake Lyle : George Junior et le garçon du monstre des roches
- Ally Nawrocki : Lucy et la fille du monstre des roches
- Jim Poole : Pirate Scooter
- Joe Spadford : Jacob Lewis et voix supplémentaires
- Patrick Kramer : Colin
- Brian Roberts : voix supplémentaires
- Andy Youssi : voix supplémentaires
- John Wahba : voix supplémentaires

### Voix françaises
- Jean-Claude Donda : George
- Michel Mella : Florimont
- Renaud Marx : Willory
- Julien Kramer : Sir Frederick
- Éric Legrand : Pirate Philippe
- Julien Kramer : Bob
- Patrick Borg : M. Hibbing
- Sébastien Desjours : Ellio
- Marc Saez : Pirate Jean-Claude
- Hervé Jolly : Robert le Terrible
- Axel Kiener : Alexandre
- Brigitte Virtudes : Madame Blueberry
- Céline Monsarrat : Bernadette et Ellen
- Karine Foviau : Éloïse
- Mario Pecqueur : le roi, le vieux pirate et Jolly Joe

## Production
Phil Vischer a terminé le scénario de ce film en 2002 (avant la sortie de Pirates des Caraïbes : La Malédiction du Black Pearl). Mais à cause de la faillite et du rachat des actifs de Big Idea Productions, le film n’a pas pu démarrer production avant la fin de 2005.
L'animation a été réalisée par Starz Animation au Canada, en association avec Big Idea, Inc. en Amérique.

## Accueil
Sur le site Web d'agrégation de réponses critiques Metacritic, Drôles de Pirates a reçu une note de 49/100 sur la base de 13 critiques, indiquant des « critiques mixtes ou moyennes ». Sur Rotten Tomatoes, le film a reçu une note de 39 % sur 33 avis. Le consensus sur Rotten Tomatoes a déclaré : « Ce VeggieTale devrait plaire aux plus jeunes, mais le scénario amusant va fatiguer les spectateurs les plus exigeants. » 
Malgré la réaction mitigée, les utilisateurs du site ont été plus favorables avec une note de 62 %. Le film a rapporté 12,7 millions de dollars à Universal Studios sur un budget estimé à 15 millions de dollars. Le film est sorti en DVD aux États-Unis le 14 octobre 2008.

## Chansons
- Or Espagnol (chanté par des légumes sur scène)
- Jolly Joe (chanté par des pirates de la taverne du Jolly Joe)
- Yo Ho Hero (chanté par Newsboys, Steve Taylor (en), et Les Pirates Qui Ne Font Rien)
- Papa a un Gumball, Nellie (chanté par Elliot le Brave)
- Roches de Marche (chanté par Elliot le Brave)
- Reprise d'Or Espagnol (chanté par des légumes sur scène)
- The Pirates Who Don't Do Anything (chanté par Relient K pendant le générique de fin)
- Rock Monster (chanté par l'ensemble des acteurs aliments pendant le générique de fin)
- What We Gonna Do? (chanté par TobyMac pendant le générique de fin)
- The Right Thing (chanté par Mandisa seulement sur la bande sonore)